# Bundesautobahn 620
La Bundesautobahn 620, abbreviata anche in A 620, è un'autostrada tedesca della lunghezza di 32 km che collega l'autostrada A 8 all'autostrada A 6, fungendo da tangenziale della città di Saarbrücken.

## Percorso
| A 620 |           |                                     |      |                |                |
| Tipo  | n° uscita | Indicazione                         | km   | Corrispondenze | Strada europea |
|       | 1         | Dreieck Saarlouis                   | 32,1 |                |                |
|       | 2         | Wallerfangen                        | 30,5 |                |                |
|       | 3         | Saarlouis-Mitte                     | 28,5 |                |                |
|       |           | Area di servizio Saarlouis          | 27,5 |                |                |
|       | 4a        | Saarlouis-Lisdorf                   | 26,1 |                |                |
|       | 4b        | Ensdorf                             | 25,4 |                |                |
|       | 5         | Wadgassen                           | 23,4 |                |                |
|       | 7         | Völklingen-Wehrden                  | 18,6 |                |                |
|       | 8         | Völklingen-Geislautern              | 16,7 |                |                |
|       | 9         | Völklingen                          | 15,5 |                |                |
|       | 10        | Völklingen Ost                      | 14,9 |                |                |
|       | 11        | Saarbrücken-Klarenthal              | 11,6 |                |                |
|       | 12        | Saarbrücken-Gersweiler              | 9,0  |                |                |
|       | 13        | Saarbrücken-Messegelande            | 7,5  |                |                |
|       | 14        | Saarbrücken-Malstatter Brücke       | 6,9  |                |                |
|       | 15        | Saarbrücken-Westspangenbrücke       | 5,8  |                |                |
|       | 16        | Saarbrücken-Luisenbrücke            | 5,4  |                |                |
|       | 17        | Saarbrücken-Wilhelm-Heinrich-Brücke | 5,1  |                |                |
|       | 18        | Saarbrücken-Bismarckbrücke          | 4,1  |                |                |
|       | 19        | Saarbrücken-St. Arnual              | 2,6  |                |                |
|       | 20        | Saarbrücken-Schönbach               | 1,6  |                |                |
|       | 21        | Saarbrücken-Güdingen                | 1,3  |                |                |
|       | 22        | Dreieck Saarbrücken                 | 0,0  |                |                |